# Filippo Salviati
Filippo Vincenzo Romolo Salviati (Florença, 29 de janeiro de 1583 – Barcelona, 22 de março de 1614) foi um cientista florentino, amigo de Galileu Galilei.
Salviati descende da família nobre florentina Salviati e foi desde 1610 membro da Accademia della Crusca. Em 1612 tornou-se membro da Accademia Nazionale dei Lincei, através da influência de Galileu.
No famoso diálogo de Galilei entre Salviati e Simplicio, Salviati personifica a pessoa de Galileu.